# Équipe de Belgique de football en 1944
Maillots
Chronologie
Saison précédente Saison suivante
L'équipe de Belgique de football ne s'est plus produite officiellement depuis près de cinq ans lorsque se déroule, symboliquement, à la veille de Noël, le 24 décembre en 1944, le match de reprise officielle contre la France (3-1), tout comme en 1919 au lendemain de la Première Guerre mondiale, et qui porte depuis de nombreuses années le nom de « Le match sympathique  »,, probablement parce qu'il oppose deux nations qui ont toujours entretenu les meilleurs rapports.

## Résumé de la saison

### Période de la guerre mondiale

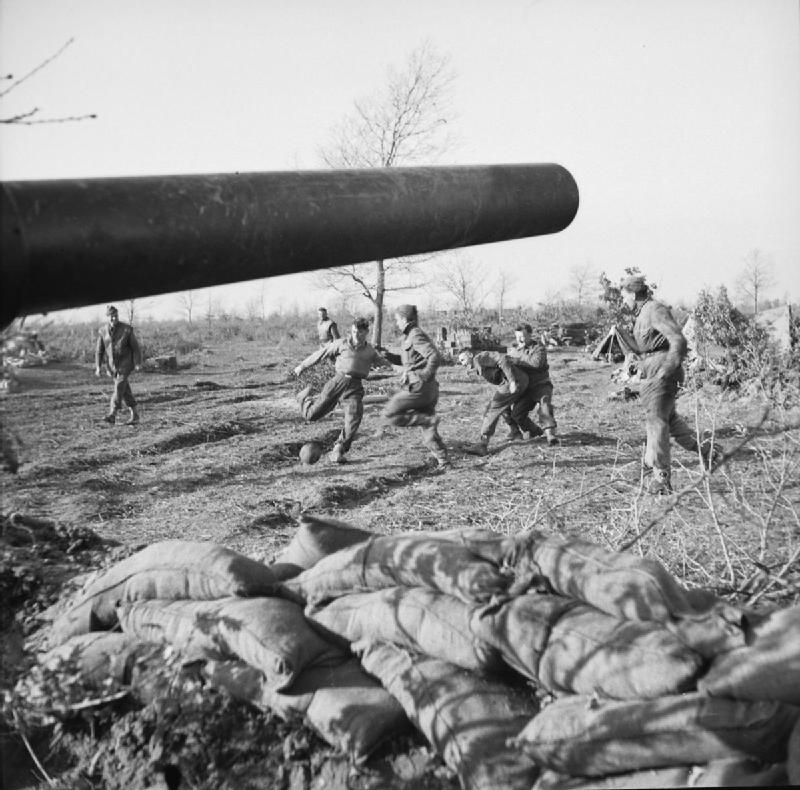
Des artilleurs du 111 Medium Battery, du Scottish Horse, Royal Artillery, jouent au football auprès de leurs canons dans la région d'Anzio, en Italie.

Comme durant la Première Guerre mondiale, si les hostilités empêchèrent qu'aucune compétition internationale officielle ne soit mise en place, la Coupe du monde de 1942 fut ainsi notamment annulée, le football conserva tout de même ses droits. Le sport le plus populaire au monde a, une nouvelle fois, permis de soutenir le moral des troupes et de la population pendant le conflit : de nombreux championnats nationaux furent maintenus un peu partout en Europe, notamment en Belgique au cours de trois saisons que l'on nommera plus tard « championnats de guerre » (de 1941 à 1944), même si la plupart de ces territoires étaient occupés; il fut aussi parfois le symbole de la résistance face à l'envahisseur nazi, comme à l'occasion du match de la mort en Ukraine en 1942, ou d'un retour à la normalité, entre autres caractérisé par l'organisation d'une rencontre entre le Spartak Moscou et le Traktor Stalingrad (alors fraîchement renommé Dinamo Stalingrad) dans les ruines de l'actuelle Volgograd, le 2 mai 1943. L'activité footballistique durant cette période est également illustrée de manière romancée à l'occasion d'un match imaginaire entre soldats allemands et prisonniers alliés dans le film « À nous la victoire », réalisé par John Huston et sorti en 1981, qui met en scène de nombreux anciens joueurs tels que Pelé, Bobby Moore, Osvaldo Ardiles ou encore Paul Van Himst.
Quelques rencontres internationales eurent malgré tout lieu, principalement entre militaires des différentes nations engagées et pour beaucoup sur le territoire britannique épargné par l'invasion allemande et, parmi celles-ci, quelques derbies des plats pays. Le premier d'entre eux fut organisé le 1er février 1941 dans la banlieue de Londres,,,, entre les néerlandais libres et les belges libres vivant en Grande-Bretagne, le Prince Bernhard des Pays-Bas, qui assista à la rencontre, a offert une coupe à l'occasion et insisté à l'issue de la rencontre qu'elle soit remise aux belges en signe d'amitié et ce malgré le score final de partage (3-3),. La revanche, dont les bénéfices à hauteur de 800 livres furent reversés à la Croix-Rouge britannique, eut lieu le 11 octobre 1941 dans le mythique Stade de Wembley, les Diables Rouges s'imposent méritoirement (4-5) dans une rencontre qui, si elle n'atteint pas le niveau technique habituel hors période de guerre, tint toutes ses promesses en termes d'engagement et au niveau du suspense,.
L'année suivante, le 10 février 1942, un match de charité fut organisé entre une sélection d'internationaux anglais et belges en service. Pour l'anecdote, le gardien belge Marcel Huwaert, alors membre de la Brigade Piron, disputa douze matches pour le compte de Bradford City entre le 21 septembre et décembre 1940, alors que leur gardien de but titulaire Bill McPhillips était blessé. Lors de cette rencontre, il arrêta un penalty botté par Tommy Lawton, ce qui n'empêcha pas les Belges de s'incliner (4-0). Le 12 décembre 1942, les Oranje et les Diables Rouges se quittent dos-à-dos sur un score vierge (0-0) au Griffin Park de Brentford.
L'année 1943 allait s'avérer la plus productive avec trace de trois rencontres. Une dépêche retrouvée à Rotterdam fait état d'un match remporté par la Belgique face à la Tchécoslovaquie (1-0) et disputé en Angleterre, le 20 mars 1943. Deux semaines plus tard, 11 avril 1943, c'est au Hans-Heß-Kampfstätte à Leipzig que se retrouvent les plats pays pour en découdre. Pas moins de 8 000 sympathisants néerlandais, issus des quatre coins de la Saxe, envahirent la ville auxquels vinrent s'ajouter quelque 2 000 supporteurs belges et la place de la gare donna un moment l'illusion de se trouver sur la Keyserlei à Anvers au temps des bons vieux Belgique-Hollande classiques de l'entre-deux-guerres. Les Belges s'imposent (4-2) au terme d'une partie à l'ambiance et l'enthousiasme fleurant bon les duels d'antan. Un mois plus tard, le 8 mai 1943, la Belgique écrase la France (0-7) au Loftus Road de Shepherd's Bush, dans la banlieue ouest de Londres.
Mi-janvier 1944, une dernière rencontre avant la libération oppose Belges et Bataves à Londres devant 5.000 spectateurs et, pour la première fois durant le conflit, ce sont les Pays-Bas qui l'emportent (3-2).
Après la libération de la France et de la Belgique faisant suite à quatre années d'occupation par les nazis, la fédération anglaise de football (The FA) a envoyé une sélection d'internationaux anglais, écossais et gallois représentant les forces armées britanniques afin de disputer deux rencontres sur deux jours consécutifs pour autant de victoires aux îliens; l'une à Paris, le 30 septembre 1944 contre la France (0-5) et l'autre à Bruxelles, le 1er octobre 1944 contre la Belgique (0-3),. Six mois plus tard, deux nouvelles sélections britanniques allait revenir deux fois en Belgique en l'espace d'un mois pour deux doubles confrontations, cette fois face à une équipe belge d'aspirants. Ces rencontres ne furent toutefois pas reconnues comme rencontres officielles et ne figurent donc pas dans les statistiques officielles des deux équipes. L'Angleterre était alors en effet en pleine reconstruction, toutes les compétitions officielles avaient été suspendues dès 1939 et la reprise des matchs internationaux ne se fait pas de manière officielle avant le 28 septembre 1946.

### Saison 1944
C'est donc en cette période de Noël 1944 que les Diables Rouges renouent avec le football international face à leurs voisins français en s'imposant (3-1) alors que les deux équipes faisaient face aux ravages de la guerre et étaient contraintes de tout reconstruire.
Arsène Vaillant fêtait alors sa première cape et fut profondément marqué par ce déplacement, non parce que c'était son premier mais car les conditions extrêmes du voyage et du match traduisaient particulièrement bien les dégâts tant matériels que psychologiques provoqués par la guerre : « Il gelait à pierre fendre et le train qui nous amenait à Paris n'était pas chauffé, la plupart des vitres étaient d'ailleurs cassées. Une véritable expédition ce voyage ! Nous avons mis plus de dix heures pour effectuer le trajet avec un arrêt de trois heures en gare de Saint-Quentin et un changement à Lille. L'hôtel n'était pas chauffé non plus, et nous avons pu nous rendre compte, là, que les conditions de vie consécutives à la guerre étaient plus dures encore en France que chez nous. Dès notre arrivée à l'hôtel, nous nous sommes tous mis au lit, le seul moyen de se réchauffer quelque peu étant de se calfeutrer dans les couvertures. Arrivés au Parc des Princes, nous étions toujours aussi frigorifiés et Jean Bauwens, notre nouveau soigneur, réussit alors, par on ne sait quel moyen, à trouver un seau d'eau chaude. Nous y avons tous trempé les pieds et c'est ce qui nous a permis de jouer tant bien que mal. Nous avons été battus 3-1 mais le résultat était accessoire. Nous avons été accueillis presque comme de héros et malgré les conditions extrêmement pénibles de ce déplacement, pour nous, c'était l'euphorie. À tel point que, dans la capitale française, nous apprîmes que l'offensive Von Rundstedt faisait rage chez nous et nous avions envisagé une tournée dans le Nord de la France pour ne pas retourner au "merdier". ».
Le résultat de cette rencontre était effectivement anecdotique, plusieurs joueurs belges avaient perdu la vie durant le conflit : le Standardman Jean Petit, frère de Roger, le Berchemois Edouard Van Brandt et Henri Bierna du RUS Liège ainsi que le monument Torten Goetinck; d'autres, comme le Carolo Jules Henriet, n'étaient pas encore revenu de captivité mais les bases étaient jetées pour la reconstruction, c'était bien là l'essentiel : l'histoire des Diables Rouges pouvait continuer.

## Les matchs
| Non officiel                                                      | Belgique | 0 - 3   | FA Services XI                                            | Stade Oscar Jean Bossaert Molenbeek-Saint-Jean, Belgique |                                                  |
| 1er octobre 1944 · 15:00 heure locale · Historique des rencontres |          | (0 – 1) | Barnes (en) 39e · Smellinckx 48e (csc) · Drake 85e (pen.) | Spectateurs : 28 000 Arbitrage : Laurent Franken         | Spectateurs : 28 000 Arbitrage : Laurent Franken |

Note : Première d'une série de rencontres face à une sélection d'internationaux anglais, écossais et gallois représentant les forces armées britanniques.
| Match amical                                                      | France                                  | 3 - 1   | Belgique    | Parc des Princes Paris, France                    |                                                   |
| 24 décembre 1944 · 14:30 heure locale · Historique des rencontres | Simonyi 38e · Arnaudeau 42e · Aston 79e | (2 – 0) | De Wael 83e | Spectateurs : 24 095 Arbitrage : Paul Trehou (hu) | Spectateurs : 24 095 Arbitrage : Paul Trehou (hu) |
| 24 décembre 1944 · 14:30 heure locale · Historique des rencontres | Rapport                                 |         |             | Spectateurs : 24 095 Arbitrage : Paul Trehou (hu) | Spectateurs : 24 095 Arbitrage : Paul Trehou (hu) |

## Les joueurs
| Joueurs                   | Joueurs                  | Non officiel | Amical |
| ------------------------- | ------------------------ | ------------ | ------ |
| Gardiens de but           |                          |              |        |
| Henri Meert               | RSC Anderlechtois        | 90           | 90     |
| François Daenen           | Royal Tilleur FC         |              | r      |
| Défenseurs                |                          |              |        |
| Robert Gérard             | RCS Schaerbeek           | 90           | 90     |
| Philibert Smellinckx      | Union Saint-Gilloise     | 90           |        |
| Antoine Puttaert          | Union Saint-Gilloise     | 90           | 90     |
| Joseph Pannaye            | Royal Tilleur FC         |              | 90     |
| Albert Cornelis           | SC Eendracht Alost       |              | r      |
| Milieux                   |                          |              |        |
| Marcel Vercammen          | K Lyra                   | 90           | 90     |
| Robert Van Kerkhoven      | Daring Club de Bruxelles | 90           |        |
| John Van Alphen           | R Beerschot AC           |              | 90     |
| François De Wael          | RSC Anderlechtois        |              | 90 ,   |
| Attaquants                |                          |              |        |
| Fernand Buyle             | Daring Club de Bruxelles | 90           | 90     |
| Désiré Van Den Audenaerde | Royal Antwerp FC         | 90           | 90     |
| René Geuns                | Royal Antwerp FC         | 90           |        |
| Fernand Voussure          | Racing Club de Bruxelles | 90           | 90,    |
| François Sermon           | RSC Anderlechtois        | 90           |        |
| Arsène Vaillant           | R White Star AC          |              | 90     |
| Jozef Melis               | ARA La Gantoise          |              | r      |
| Adolphe Nicolay           | Standard de Liège        |              | r      |

Un « r » indique un joueur qui était parmi les remplaçants mais qui n'est pas monté au jeu.
1. 1 2 3 4 5 6 7 8 9  Première sélection officielle pour le joueur.
2. 1 2 3  Dernière sélection officielle pour le joueur.
3. ↑  Premier but officiel pour le joueur.

## Sources